# Família de La Roche

Escut d'armes de la Casa de la Roche.

La família de la Roche fou una noble dinastia francesa originària de La Roche-sur-l'Ognon, una antiga comuna de Rigney de l'antic Franc Comtat de Borgonya (actual Franc Comtat, França).
La família va donar naixement als primers ducs d'Atenes amb la participació d'Odó I de la Roche en la Quarta Croada entre 1204 i 1205, el qual va rebre primer el títol de «Megaskyr» (Gran Senyor). Otó va transferir el senyoriu al seu fill Guiu I, que va rebre el títol de duc a partir de 1260. Guiu també va ser el senyor de Tebes i senyor d'Argos i Nàuplia, al principat d'Acaia. Els descendents de Guiu I van governar el ducat fins al 1308, data en què va morir Guiu II, l'últim duc de la Roche.

## Membres
1. Ponç de la Roche, en 1100, fundador de l'abadia cistercenca de Bellevaux (1119)
  1. Ponç I de la Roche (?), primer abat de la Bellevaux
  2. Hug de la Roche, mort al voltant de 1180: senyor de la Roche i Roulans
  3. Otó de la Roche, mort al voltant de 1161
    1. Ponç II de la Roche, senyor de Ray-sud-Saône el 1159
      1. Otó I de la Roche, mort el 1234, senyor d'Atenes des de 1205 fins a 1225
        1. Guillem de la Roche, senyor de Veligosti i Damala des de 1218 fins a 1262
        2. Guiu I de la Roche, mort el 1263, senyor d'Atenes des de 1225 i duc des de 1260
          1. Joan I de la Roche, mort en 1280, duc d'Atenes des de 1263
          2. Guillem I de la Roche, mort el 1287, duc d'Atenes des de 1280, batlle senyorial d'Acaia, senyor de la meitat de Tebes des de 1280; es va casar amb Helena Comnena Ducena, filla de Joan I Ducas de Tesalia
            1. Guiu II de la Roche, 1280 – 1308, duc d'Atenes des de 1287 fins a 1308; es va casar amb Matilde d'Hainaut, filla del príncep d'Acaya Florent d'Hainaut i Isabel de Villehardouin

          3. Alícia de la Roche, morta en 1282, es va casar amb Joan II d'Ibelín, senyor de Beirut
          4. Margarida, morta en 1293, es va casar amb Enric I, comte de Vaudémont
          5. Isabel de la Roche, morta abans de 1291, es va casar primer amb Godofred de Briel, després amb Hug de Brienne, comte de Lecce

        3. Otó II de la Roche, senyor de Ray

    2. Otó de la Roche